# Futbol'nyj Klub Rostov 2015-2016
Questa voce raccoglie le informazioni riguardanti il Rostov nelle competizioni ufficiali della stagione 2015-2016.

## Stagione
A sorpresa la squadra contese fino alle ultime giornate la vittoria del campionato al CSKA Mosca, ottenendo infine il secondo posto e l'accesso alla UEFA Champions League 2016-2017.
In Coppa di Russia fu immediatamente eliminata dal Tosno.

## Rosa
| N. |                        | Ruolo | Calciatore         |
| -- | ---------------------- | ----- | ------------------ |
| 1  | Kazakistan (bandiera)  | P     | Stas Pokatïlov     |
| 2  | Bielorussia (bandiera) | C     | Cimafej Kalačoŭ    |
| 4  | Russia (bandiera)      | D     | Denis Terent'ev    |
| 6  | Iran (bandiera)        | C     | Saeid Ezatolahi    |
| 7  | Russia (bandiera)      | C     | Dmitrij Poloz      |
| 8  | Mali (bandiera)        | C     | Moussa Doumbia     |
| 9  | Gabon (bandiera)       | C     | Guélor Kanga       |
| 11 | Russia (bandiera)      | A     | Aleksandr Bucharov |
| 15 | Angola (bandiera)      | D     | Bastos             |
| 16 | Ecuador (bandiera)     | C     | Christian Noboa    |
| 17 | Russia (bandiera)      | C     | Igor Kireyev       |
| 18 | Russia (bandiera)      | C     | Pavel Mogilevec    |
| 19 | Russia (bandiera)      | C     | Choren Bajramjan   |

| N. |                          | Ruolo | Calciatore        |
| -- | ------------------------ | ----- | ----------------- |
| 20 | Iran (bandiera)          | A     | Sardar Azmoun     |
| 25 | Russia (bandiera)        | D     | Ivan Novosel'cev  |
| 28 | Finlandia (bandiera)     | D     | Boris Rotenberg   |
| 30 | Russia (bandiera)        | D     | Fëdor Kudrjašov   |
| 32 | Georgia (bandiera)       | A     | Nika Kacharava    |
| 34 | Russia (bandiera)        | D     | Timofej Margasov  |
| 35 | Russia (bandiera)        | P     | Soslan Džanaev    |
| 44 | Spagna (bandiera)        | D     | César Navas       |
| 77 | Russia (bandiera)        | P     | Nikita Medvedev   |
| 84 | Moldavia (bandiera)      | C     | Alexandru Gațcan  |
| 86 | Corea del Sud (bandiera) | A     | Yoo Byung-Soo     |
| 89 | Russia (bandiera)        | C     | Aleksandr Erochin |

## Risultati

### Campionato
| Rostov sul Don 18 luglio 2015 1ª giornata | Rostov | 1 – 1 referto | Terek Groznyj | Stadio Olimp-2 |

| Saransk 25 luglio 2015 2ª giornata | Ufa | 1 – 2 referto | Rostov | Start Stadion |

| Rostov sul Don 2 agosto 2015 3ª giornata | Rostov | 0 – 0 referto | Krasnodar | Stadio Olimp-2 |

| Kazan' 10 agosto 2015 4ª giornata | Rubin | 0 – 3 referto | Rostov | Stadio Centrale di Kazan' |

| Rostov sul Don 16 agosto 2015 5ª giornata | Rostov | 1 – 1 referto | Kryl'ja Sovetov Samara | Stadio Olimp-2 |

| Chimki 22 agosto 2015 6ª giornata | CSKA Mosca | 2 – 1 referto | Rostov | Arena Chimki |

| Rostov sul Don 28 agosto 2015 7ª giornata | Rostov | 1 – 0 referto | Amkar Perm' | Stadio Olimp-2 |

| Mosca 13 settembre 2015 8ª giornata | Spartak Mosca | 1 – 0 referto | Rostov | Otkrytie Arena |

| Rostov sul Don 18 settembre 2015 9ª giornata | Rostov | 1 – 0 referto | Anži | Stadio Olimp-2 |

| Rostov sul Don 28 settembre 2015 10ª giornata | Rostov | 2 – 1 referto | Kuban' | Stadio Olimp-2 |

| San Pietroburgo 3 ottobre 2015 11ª giornata | Zenit San Pietroburgo | 3 – 0 referto | Rostov | Stadio Petrovskij |

| Rostov sul Don 19 ottobre 2015 12ª giornata | Rostov | 3 – 2 referto | Mordovija | Stadio Olimp-2 |

| Mosca 26 ottobre 2015 13ª giornata | Lokomotiv Mosca | 0 – 2 referto | Rostov | RZD Arena |

| Rostov sul Don 2 novembre 2015 14ª giornata | Rostov | 1 – 0 referto | Dinamo Mosca | Stadio Olimp-2 |

| Ekaterinburg 7 novembre 2015 15ª giornata | Ural | 1 – 2 referto | Rostov | SKB-Bank Arena |

| Rostov sul Don 23 novembre 2015 16ª giornata | Rostov | 1 – 1 referto | Ufa | Stadio Olimp-2 |

| Krasnodar 30 novembre 2015 17ª giornata | Krasnodar | 2 – 1 referto | Rostov | Stadio Kuban' |

| Rostov sul Don 4 dicembre 2015 18ª giornata | Rostov | 1 – 0 referto | Rubin | Stadio Olimp-2 |

| Saransk 5 marzo 2016 19ª giornata | Kryl'ja Sovetov Samara | 0 – 1 referto | Rostov | Start Stadion |

| Rostov sul Don 12 marzo 2016 20ª giornata | Rostov | 2 – 0 referto | CSKA Mosca | Stadio Olimp-2 |

| Perm' 18 marzo 2016 21ª giornata | Amkar Perm' | 0 – 0 referto | Rostov | Stadio Zvezda |

| Rostov sul Don 2 aprile 2016 22ª giornata | Rostov | 2 – 0 referto | Spartak Mosca | Stadio Olimp-2 |

| Kaspijsk 8 aprile 2016 23ª giornata | Anži | 0 – 0 referto | Rostov | Anži-Arena |

| Krasnodar 17 aprile 2016 24ª giornata | Kuban' | 0 – 1 referto | Rostov | Stadio Kuban' |

| Rostov sul Don 24 aprile 2016 25ª giornata | Rostov | 3 – 0 referto | Zenit San Pietroburgo | Stadio Olimp-2 |

| Saransk 1º maggio 2016 26ª giornata | Mordovija | 2 – 1 referto | Rostov | Start Stadion |

| Rostov sul Don 6 maggio 2016 27ª giornata | Rostov | 2 – 1 referto | Lokomotiv Mosca | Stadio Olimp-2 |

| Chimki 12 maggio 2016 28ª giornata | Dinamo Mosca | 1 – 3 referto | Rostov | Arena Chimki |

| Rostov sul Don 16 maggio 2016 29ª giornata | Rostov | 1 – 0 referto | Ural | Stadio Olimp-2 |

| Groznyj 21 maggio 2016 30ª giornata | Terek Groznyj | 0 – 2 referto | Rostov | Achmat-Arena |

### Coppa di Russia
| San Pietroburgo 24 settembre 2015 1ª giornata | Tosno | 1 – 0 referto | Rostov | SK Petrovskij (MSA) |